# Spongiforma thailandica
Spongiforma thailandica es una especie de hongo de la familia Boletaceae, género Spongiforma. La especie esponjosa sin tallo, descrita por primera vez en 2009, se encontró en el Parque Nacional Khao Yai en el centro de Tailandia, donde crece en el suelo de los bosques maduros. El cuerpo gomoso de la fruta, que tiene un fuerte olor a alquitrán de hulla similar al Tricholoma sulphureum, consta de numerosas cavidades internas revestidas con tejido productor de esporas. El análisis filogenético sugiere que la especie está estrechamente relacionada con los géneros Boletaceae Porphyrellus y Strobilomyces.

## Taxonomía y filogenia
|  | Porphyrellus porphyrosporus                                                         |
|  |                                                                                     |
|  | \| \| Porphyrellus pseudoscaber \| \| \| \| \| \| Porphyrellus sordidus \| \| \| \| |
|  |                                                                                     |
|  | Porphyrellus pseudoscaber                                                           |
|  |                                                                                     |
|  | Porphyrellus sordidus                                                               |
|  |                                                                                     |

|  | Porphyrellus pseudoscaber |
|  |                           |
|  | Porphyrellus sordidus     |
|  |                           |

|  | Porphyrellus porphyrosporus                                                         |
|  |                                                                                     |
|  | \| \| Porphyrellus pseudoscaber \| \| \| \| \| \| Porphyrellus sordidus \| \| \| \| |
|  |                                                                                     |
|  | Porphyrellus pseudoscaber                                                           |
|  |                                                                                     |
|  | Porphyrellus sordidus                                                               |
|  |                                                                                     |

|  | Porphyrellus pseudoscaber |
|  |                           |
|  | Porphyrellus sordidus     |
|  |                           |

La especie fue descrita científicamente por primera vez en 2009 por E. Horak, T. Flegel y D. E. Desjardin, basándose en especímenes recolectados en julio de 2002 en el Parque Nacional Khao Yai, en el centro de Tailandia, y aproximadamente tres años después en el mismo lugar. Antes de esto, la especie había sido mencionada en una publicación tailandesa de 2001 como una especie no identificada de Himenogaster. El análisis filogenético de las secuencias de ADN ribosómico muestra que Spongiforma es hermana (compartiendo un ancestro común) del género Porphyrellus. El siguiente género más estrechamente relacionado es Strobilomyces. Los tres géneros son miembros de la familia Boletaceae, y en Boletineae, uno de varios linajes de Boletales reconocidos taxonómicamente a nivel de suborden.
El nombre del género Spongiforma se refiere a la naturaleza esponjosa del cuerpo frutal, mientras que el epíteto específico thailandica denota el país en el que se encuentra la especie.

## Descripción
El cuerpo frutal de Spongiforma thailandica es relativamente grande, de hasta 10 cm (3,9 pulgadas) de diámetro por 4 a 7 cm (1,6 a 2,8 pulgadas) de alto, y de color gris pardusco pálido a marrón o marrón rojizo. Es esponjoso y gomoso; si se exprime el agua, asumirá su forma original. La superficie tiene cavidades irregulares, relativamente grandes (lóculos), de 2 a 20 mm (0,08 a 0,8 pulgadas) de diámetro, revestidas con tejido fértil (productor de esporas). Los hongos no tienen tallo, sino columela, una pequeña estructura interna en la base del cuerpo frutal, que se asemeja a una columna, que se extiende hacia arriba en el cuerpo frutal. La columela tiene dimensiones de 10-15 mm de alto por 8-10 mm de diámetro (en el ápice) por 3-4 mm (en la base), y está unida a abundantes rizomorfos blancos finos. Los cuerpos frutales tienen un fuerte olor a alquitrán de hulla o caucho quemado (similar al Tricholoma sulphureum). El tejido del hongo se vuelve morado cuando se aplica una gota de hidróxido de potasio al 3-10%.
En masa, las esporas parecen ser de color marrón a marrón rojizo. Vistos con un microscopio, son amigdaliformes (en forma de almendra) y, por lo general, miden de 10 a 11,5 por 5,5 a 7 µm. Los basidios (células portadoras de esporas) tienen forma cilíndrica a aproximadamente de maza, cuatro esporas, con dimensiones de 25-32 por 6,5-9,5 µm. Tienen esterigmas rectos (extensiones delgadas que se adhieren a las esporas) de hasta 9,5 µm de largo. Los cistidios (células grandes y estériles en el himenio) tienen forma cilíndrica a aproximadamente de maza, paredes delgadas y miden de 25 a 48 por 5 a 10 µm. Son inamiloides, lo que significa que no absorberán yodo cuando se tiñen con el reactivo de Melzer. Los cistidios son abundantes en los bordes de los lóculos y ocasionales entre los basidios. El himenóforo está formado por hifas ramificadas entretejidas que están dispuestas de forma aproximadamente paralela. Estas hifas cilíndricas de paredes delgadas tienen tabiques inflados (particiones intracelulares) y son gelatinosas, hialinas (translúcidas) e inamiloides. El subhimenio (la capa de tejido inmediatamente debajo del himenio) está formado por hifas infladas que son hialinas, inamiloides, de paredes delgadas y no gelatinosas, que miden de 9 a 20 por 9 a 14 µm.
Los cuerpos frutales se parecen vagamente a los de la especie Gymnopaxillus nudus, que se encuentra en Australia creciendo en asociación con Eucalipto. Sin embargo, los cuerpos frutales de Gymnopaxillus crecen bajo tierra, carecen de un olor fuerte, no se tiñen de púrpura con hidróxido de potasio y tienen esporas más largas, generalmente de 11 a 16 µm.

## Hábitat y distribución

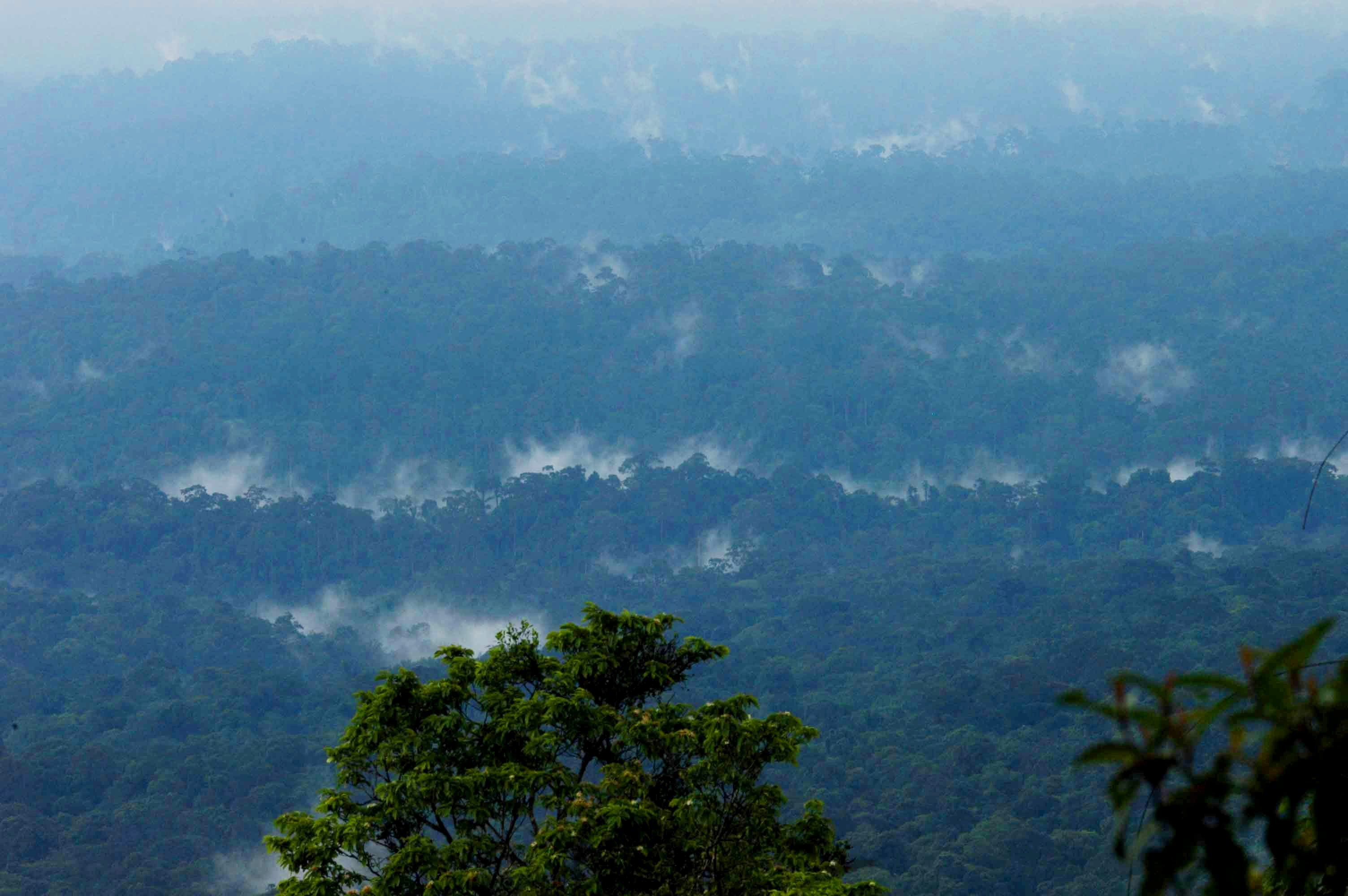
Bosques de Khao Yai, en el centro de Tailandia

Spongiforma thailandica se encontró creciendo en el suelo en un bosque antiguo en el Parque Nacional Khao Yai (provincia de Nakhon Nayok, Tailandia), a una altura de aproximadamente 750 metros(2460 pies). Se cree que el hongo crece en una asociación micorrícica con Shorea henryana y Dipterocarpus gracilis.